# Phacelurus
Genre
Phacelurus est un genre de plantes de la famille des Poaceae, comprenant dix espèces.

## Liste des espèces
Selon Catalogue of Life (31 octobre 2020) :
- Phacelurus cambogiensis
- Phacelurus digitatus
- Phacelurus franksiae
- Phacelurus gabonensis
- Phacelurus huillensis
- Phacelurus latifolius
- Phacelurus schliebenii
- Phacelurus speciosus
- Phacelurus trichophyllus
- Phacelurus zea